# Chromalizus afroides
Chromalizus afroides är en skalbaggsart som beskrevs av Pierre Lepesme 1950. Chromalizus afroides ingår i släktet Chromalizus och familjen långhorningar.
Artens utbredningsområde är Gabon. Inga underarter finns listade i Catalogue of Life.